# Modelo fitness
En la teoría de las redes complejas, el modelo fitness o modelo de capacidad es un modelo de la evolución de una red. Refiere a cómo cambian los enlaces entre dos nodos según la aptitud de cada nodo. Los nodos más aptos atraen más enlaces a expensas de los nodos menos capaces.
Esto se ha utilizado por ejemplo para modelar la estructura de red de la World Wide Web.

## Descripción del modelo
El modelo está basado en la idea de la capacidad o fitness, un factor de competencia inherente a los nodos, capaz de afectar la evolución de la red. Esta idea sigue la línea de que la capacidad intrínseca de atraer enlaces varía entre nodos. El más eficiente ( o fit, siguiendo el término en inglés del cual deriva el nombre del modelo fitness) es más capaz de reunir más bordes que otros. No todos los nodos son idénticos entre sí. Ellos adquieren un incremento en su grado de acuerdo a la aptitud que estos poseen. El factor de la capacidad de los nodos que componen toda la red forma una distribución ρ(η), característica del sistema estudiado.
Bianconi y Barabasi propusieron un nuevo modelo llamado Modelo Barabasi- Bianconi, una variante del Modelo Barabási-Albert en el cual, la probabilidad para un nodo de conectarse con otro se suministra con un término que expresa la idoneidad del nodo involucrado. Un link o arista es creado entre dos vértices {\displaystyle i,j} con una probabilidad dada por una función {\displaystyle f(\eta _{i},\eta _{j})} sobre la capacidad de los vértices involucrados. El grado de un vértice es dado por
{\displaystyle k(\eta _{i})=N\int _{0}^{\infty }\!\!\!f(\eta _{i},\eta _{j})\rho (\eta _{j})d\eta _{j}}

Si {\displaystyle k(\eta _{i})} es una invertible y creciente función de {\displaystyle \eta _{i}}, luego la distribución probable {\displaystyle P(k)} es dada por
{\displaystyle P(k)=\rho (\eta (k))\cdot \eta '(k)}

Como resultado, si la capacidad del nodo {\displaystyle \eta } esta distribuida como una ley de potencia, también lo hará el grado del nodo.
Menos intuitivamente, con una rápida decaída de la probable disttribución como {\displaystyle \rho (\eta )=e^{-\eta }} juntos con una función de aristas del tipo de :{\displaystyle f(\eta _{i},\eta _{j})=\Theta (\eta _{i}+\eta _{j}-Z)} con {\displaystyle Z} como constante y {\displaystyle \Theta } la función Heavyside, también obtenemos redes de libre escala.

Este modelo ha sido exitoso para describir el comercio entre naciones usando el Producto Bruto Interno (PBI) como capacidad para varios nodos {\displaystyle i,j} y una función del tipo

{\displaystyle {\frac {\delta \eta _{i}\eta _{j}}{1+\delta \eta _{i}\eta _{j}}}}

## Modelo Fitness o de capacidad y la evolución de la Web
El modelo fitness o de capacidad ha sido usado para modelar la World Wide Web. En un artículo de la revista científica Proceedings of the National Academy of Sciences of the United States of America, se extendió el modelo de aptitud para incluir la eliminación aleatoria de nodos, un fenómeno común en la Web. Cuando se tuvo en cuenta la tasa de eliminación de las páginas web, encontraron que la distribución general de la forma física es exponencial. No obstante, incluso esta pequeña variación en el estado físico se amplifica a través del mecanismo de conexión preferencial , lo que lleva a una distribución de enlaces entrantes en la Web.